# Lycoriella inconspicua
Lycoriella inconspicua är en tvåvingeart som beskrevs av Risto Kalevi Tuomikoski 1960. Lycoriella inconspicua ingår i släktet Lycoriella, och familjen sorgmyggor. Arten är reproducerande i Sverige.